# Kappa Persei
Kappa Persei (κ Persei, κ Per) è una stella della costellazione di Perseo, distante 113 anni luce dalla Terra e di magnitudine apparente 3,80. Possiede anche il nome tradizionale di Misam

## Osservazione
La declinazione di Kappa Persei è 44°N, quindi la sua osservazione è molto più facile dalle regioni dell'emisfero boreale terrestre, dove si mostra alta sull'orizzonte nelle sere dell'autunno e dell'inizio dell'inverno, ossia quando Perseo raggiunge il punto più alto sull'orizzonte. Dall'emisfero australe l'osservazione risulta un po' penalizzata e risulta invisibile più a sud della latitudine 46°S.
Il periodo migliore per la sua osservazione cade nei mesi che vanno da settembre a marzo. Nell'emisfero nord è visibile anche per un periodo maggiore, grazie alla declinazione boreale della stella, che diventa circumpolare più a nord della latitudine 46°N.

## Caratteristiche
Kappa Persei è una gigante gialla di tipo spettrale G9.5III, classificata come sospetta variabile per una variazione della sua magnitudine da 3,77 a 3,81 e catalogata come tale con la designazione NSV 1055.
Con una massa dell'86% superiore a quella del Sole e un'età di poco superiore al miliardo di anni, è già entrata nello stadio di gigante, avviandosi verso le ultime fasi della sua esistenza.
La stella ha una compagna visuale a 44 secondi d'arco di tredicesima magnitudine; inoltre il The Washington Visual Double Star Catalog indica la componente più brillante come binaria spettroscopica.